# Campeonato Mundial de Corta-Mato de 2013
O 40º Campeonato Mundial de Corta-Mato de 2013 foi realizado em Bydgoszcz, na Polônia, no dia 24 de março de 2013. Participaram da competição 398 atletas de 41 nacionalidades distribuídos em quatro provas. Todas as provas levaram medalhas na categoria individual e por equipe. Na categoria sênior masculino Japhet Kipyegon Korir do Quênia levou o ouro, e na categoria sênior feminino Emily Chebet do Quênia levou o ouro. 

## Agenda
Todos os horários são locais (UTC+1).
| Data        | Hora  | Prova            |
| ----------- | ----- | ---------------- |
| 24 de março | 12:00 | Feminino júnior  |
| 24 de março | 12:30 | Masculino júnior |
| 24 de março | 13:15 | Feminino sênior  |
| 24 de março | 14:10 | Masculino sênior |

## Medalhistas
Esses foram os campeões da competição. 
| Evento                   | Ouro                                | Ouro  | Prata                      | Prata | Bronze                        | Bronze |
| ------------------------ | ----------------------------------- | ----- | -------------------------- | ----- | ----------------------------- | ------ |
| Individual               |                                     |       |                            |       |                               |        |
| Masculino sênior (12 km) | Japhet Kipyegon Korir · Quénia      | 32:45 | Imane Merga · Etiópia      | 32:51 | Teklemariam Medhin · Eritreia | 32:54  |
| Masculino júnior (8 km)  | Hagos Gebrhiwet · Etiópia           | 21:04 | Leonard Barsoton · Quénia  | 21:08 | Muktar Edris · Etiópia        | 21:13  |
| Feminino sênior (8 km)   | Emily Chebet · Quénia               | 24:24 | Hiwot Ayalew · Etiópia     | 24:27 | Belaynesh Oljira · Etiópia    | 24:33  |
| Feminino júnior (6 km)   | Faith Chepngetich Kipyegon · Quénia | 17:51 | Agnes Jebet Tirop · Quénia | 17:51 | Alemitu Heroye · Etiópia      | 17:57  |
| Equipe                   |                                     |       |                            |       |                               |        |
| Masculino sênior         | Etiópia                             | 38    | Estados Unidos             | 52    | Quénia                        | 54     |
| Masculino júnior         | Etiópia                             | 23    | Quénia                     | 26    | Marrocos                      | 65     |
| Feminino sênior          | Quénia                              | 19    | Etiópia                    | 48    | Bahrein                       | 73     |
| Feminino júnior          | Quénia                              | 14    | Etiópia                    | 23    | Grã-Bretanha                  | 81     |

## Resultados
Foram disputadas quatro categorias, sendo os 12 primeiros colocados destacados a seguir. 

### Masculino sênior (12 km)
Individual
| Posição           | Atleta                  | Nacionalidade  | Tempo |
| ----------------- | ----------------------- | -------------- | ----- |
| Medalha de ouro   | Japhet Kipyegon Korir   | Quênia         | 32:45 |
| Medalha de prata  | Imane Merga             | Etiópia        | 32:51 |
| Medalha de bronze | Teklemariam Medhin      | Eritreia       | 32:54 |
| 4                 | Moses Ndiema Kipsiro    | Uganda         | 33:08 |
| 5                 | Timothy Toroitich       | Uganda         | 33:09 |
| 6                 | Ben True                | Estados Unidos | 33:11 |
| 7                 | Goitom Kifle            | Eritreia       | 33:16 |
| 8                 | Collis Birmingham       | Austrália      | 33:18 |
| 9                 | Feyisa Lilesa           | Etiópia        | 33:22 |
| 10                | Chris Derrick           | Estados Unidos | 33:23 |
| 11                | Rabah Aboud             | Argélia        | 33:28 |
| 12                | Hosea Mwok Macharinyang | Quênia         | 33:29 |

Equipe
| Imane Merga       | 2    |
| Feyisa Lilesa     | 9    |
| Abera Chane       | 13   |
| Tesfaye Abera     | 14   |
| (Mosinet Geremew) | (24) |
| (Yigrem Demelash) | (69) |

| Ben True        | 6    |
| Chris Derrick   | 10   |
| Ryan Vail       | 17   |
| Robert Mack     | 19   |
| (Elliott Heath) | (30) |
| (James Strang)  | (37) |

| Japhet Kipyegon Korir   | 1     |
| Hosea Mwok Macharinyang | 12    |
| Geoffrey Kipkorir Kirui | 15    |
| Timothy Kosgei Kiptoo   | 26    |
| (Philemon Rono Cherop)  | (36)  |
| (Jonathan Muia Ndiku)   | (DNF) |

- Nota: Atletas entre parênteses não pontuaram para o resultado final.

### Masculino júnior (8 km)
Individual
| Posição           | Atleta                | Nacionalidade | Tempo |
| ----------------- | --------------------- | ------------- | ----- |
| Medalha de ouro   | Hagos Gebrhiwet       | Etiópia       | 21:04 |
| Medalha de prata  | Leonard Barsoton      | Quênia        | 21:08 |
| Medalha de bronze | Muktar Edris          | Etiópia       | 21:13 |
| 4                 | Tsegay Tuemay         | Eritreia      | 21:26 |
| 5                 | Conseslus Kipruto     | Quênia        | 21:40 |
| 6                 | Birhan Nebebew        | Etiópia       | 21:42 |
| 7                 | Ghirmay Ghebreslassie | Eritreia      | 21:50 |
| 8                 | Dawit Weldesilasie    | Eritreia      | 21:58 |
| 9                 | Ronald Kwemoi         | Quênia        | 21:58 |
| 10                | Michael Bett          | Quênia        | 22:21 |
| 11                | Moses Letoyie         | Quênia        | 22:28 |
| 12                | Mohammed Abid         | Marrocos      | 22:31 |

Equipe
| Hagos Gebrhiwet  | 1    |
| Muktar Edris     | 3    |
| Birhan Nebebew   | 6    |
| Yihunilign Adane | 13   |
| (Bonsa Dida)     | (17) |
| (Tsegay Hiluf)   | (25) |

| Leonard Barsoton        | 2    |
| Conseslus Kipruto       | 5    |
| Ronald Kwemoi           | 9    |
| Michael Bett            | 10   |
| (Moses Letoyie)         | (11) |
| (Emmanuel Bett Kiprono) | (22) |

| Mohammed Abid       | 12    |
| Zouhair Talbi       | 14    |
| Omar Ait Chitachen  | 18    |
| Hassan Ghachoui     | 21    |
| (Jaouad Chemlal)    | (23)  |
| (Marouane Kahlaoui) | (DNF) |

- Nota: Atletas entre parênteses não pontuaram para o resultado final.

### Feminino sênior (8 km)
Individual
| Posição           | Atleta                   | Nacionalidade | Tempo |
| ----------------- | ------------------------ | ------------- | ----- |
| Medalha de ouro   | Emily Chebet             | Quênia        | 24:24 |
| Medalha de prata  | Hiwot Ayalew             | Etiópia       | 24:27 |
| Medalha de bronze | Belaynesh Oljira         | Etiópia       | 24:33 |
| 4                 | Shitaye Eshete           | Bahrein       | 24:34 |
| 5                 | Margaret Wangari Muriuki | Quênia        | 24:39 |
| 6                 | Janet Kisa               | Quênia        | 24:46 |
| 7                 | Viola Jelagat Kibiwot    | Quênia        | 24:46 |
| 8                 | Tejitu Daba              | Bahrein       | 24:55 |
| 9                 | Juliet Chekwel           | Uganda        | 24:58 |
| 10                | Irene Chepet Cheptai     | Quênia        | 25:01 |
| 11                | Beatrice Chepkemoi Mutai | Quênia        | 25:05 |
| 12                | Salima El Ouali Alami    | Marrocos      | 25:05 |

Equipe
| Emily Chebet               | 1    |
| Margaret Wangari Muriuki   | 5    |
| Janet Kisa                 | 6    |
| Viola Jelagat Kibiwot      | 7    |
| (Irene Chepet Cheptai)     | (10) |
| (Beatrice Chepkemoi Mutai) | (11) |

| Hiwot Ayalew       | 2     |
| Belaynesh Oljira   | 3     |
| Genet Yalew        | 15    |
| Sule Utura         | 28    |
| (Yebrqual Melese)  | (29)  |
| (Meselech Melkamu) | (DNF) |

| Shitaye Eshete  | 4    |
| Tejitu Daba     | 8    |
| Kareema Jasim   | 20   |
| Genzeb Shumi    | 41   |
| (Aster Tesfaye) | (52) |

- Nota: Atletas entre parênteses não pontuaram para o resultado final.

### Feminino júnior (6 km)
Individual
| Posição           | Atleta                      | Nacionalidade | Tempo |
| ----------------- | --------------------------- | ------------- | ----- |
| Medalha de ouro   | Faith Kipyegon              | Quênia        | 17:51 |
| Medalha de prata  | Agnes Jebet Tirop           | Quênia        | 17:51 |
| Medalha de bronze | Alemitu Heroye              | Etiópia       | 17:57 |
| 4                 | Caroline Chepkoech Kipkirui | Quênia        | 18:09 |
| 5                 | Ruti Aga                    | Etiópia       | 18:18 |
| 6                 | Sofiya Shemsu               | Etiópia       | 18:20 |
| 7                 | Rosefline Chepngetich       | Quênia        | 18:21 |
| 8                 | Sheila Chepngetich Keter    | Quênia        | 18:21 |
| 9                 | Buze Diriba                 | Etiópia       | 18:29 |
| 10                | Alemitu Hawi                | Etiópia       | 18:35 |
| 11                | Pauline Kaveke Kamulu       | Quênia        | 18:43 |
| 12                | Gotytom Gebreslase          | Etiópia       | 18:44 |

Equipe
| Faith Kipyegon              | 1    |
| Agnes Jebet Tirop           | 2    |
| Caroline Chepkoech Kipkirui | 4    |
| Rosefline Chepngetich       | 7    |
| (Sheila Chepngetich Keter)  | (8)  |
| (Pauline Kaveke Kamulu)     | (11) |

| Alemitu Heroye       | 3    |
| Ruti Aga             | 5    |
| Sofiya Shemsu        | 6    |
| Buze Diriba          | 9    |
| (Alemitu Hawi)       | (10) |
| (Gotytom Gebreslase) | (12) |

| Emelia Gorecka       | 16   |
| Georgia Taylor-Brown | 17   |
| Amy Eloise Neale     | 21   |
| Bobby Clay           | 27   |
| (Rebecca Weston)     | (33) |
| (Alex Clay)          | (35) |

- Nota: Atletas entre parênteses não pontuaram para o resultado final.

## Quadro de medalhas
| Ordem | País           | Medalha de ouro | Medalha de prata | Medalha de bronze | Total |
| ----- | -------------- | --------------- | ---------------- | ----------------- | ----- |
| 1     | Quênia         | 5               | 3                | 1                 | 9     |
| 2     | Etiópia        | 3               | 4                | 3                 | 10    |
| 3     | Estados Unidos | 0               | 1                | 0                 | 1     |
| 4     | Bahrein        | 0               | 0                | 1                 | 1     |
| 4     | Eritreia       | 0               | 0                | 1                 | 1     |
| 4     | Marrocos       | 0               | 0                | 1                 | 1     |
| 4     | Reino Unido    | 0               | 0                | 1                 | 1     |
|       | TOTAL          | 8               | 8                | 8                 | 24    |

## Participação
De acordo com uma contagem não oficial, 398 atletas de 41 países participaram. Isso está de acordo com os números oficiais publicados. 
| - Argélia (18) - Austrália (19) - Bahrein (6) - Bielorrússia (1) - Bélgica (2) - Brasil (17) - Bulgária (3) - Canadá (23) - China (8) - Chéquia (1) - Eritreia (14) - Etiópia (24) - França (12) - Irlanda (5) | - Itália (7) - Japão (22) - Quénia (24) - Quirguistão (2) - México (4) - Marrocos (11) - Namíbia (2) - Palestina (1) - Peru (4) - Polónia (24) - Portugal (6) - Porto Rico (3) - Roménia (1) - Ruanda (5) | - África do Sul (16) - Espanha (18) - Sudão (4) - Tanzânia (3) - Tailândia (4) - Tunísia (14) - Uganda (18) - Emirados Árabes Unidos (1) - Grã-Bretanha (23) - Estados Unidos (24) - Iémen (1) - Zâmbia (2) - Zimbabwe (1) |